# U 87 (U-Boot, 1941)
U 87 war ein deutsches U-Boot vom Typ VII B, das im Zweiten Weltkrieg von der deutschen Kriegsmarine eingesetzt wurde.

## Geschichte
Der Auftrag für das Boot wurde am 9. Juni 1938 an die Flender-Werke in Lübeck vergeben. Die Kiellegung erfolgte am 18. April 1940, der Stapellauf am 21. Juni 1941, die Indienststellung unter Oberleutnant zur See Joachim Berger fand schließlich am 19. August 1941 statt.
Das Boot gehörte nach seiner Indienststellung am 19. August 1941 bis zu seiner Versenkung am 4. März 1943 als Ausbildungs- und Frontboot zur 6. U-Flottille in Danzig und St. Nazaire.
Kommandant Berger lief mit U 87 während seiner Dienstzeit zu fünf Unternehmungen aus, auf denen er fünf Schiffe mit einer Gesamttonnage von 38.014 BRT versenkte.

## Einsatzstatistik

### Erste Unternehmung
Das Boot lief am 24. Dezember 1941 um 22:45 Uhr von Kiel aus und lief am 29. Januar 1942 um 9:24 Uhr in La Pallice ein. Auf dieser 37 Tage langen Unternehmung legte das Boot 5.106,3 sm über und 293,2 sm unter Wasser zurück. Die Unternehmung führte U 87 in den Westatlantik, zur Neufundlandbank sowie westlich der Hebriden und der Färöer. Kommandant Berger versenkte zwei Schiffe mit 16.324 BRT. U 87 gehörte zur U-Bootgruppe „Ziethen“, die nach den Maßgaben der von Karl Dönitz entwickelten Rudeltaktik das Gefecht mit alliierten Geleitzügen suchen sollte.
- 31. Dezember 1941: Versenkung des britischen Tankers Cardita (Lage) mit 8.237 BRT. Der Tanker wurde durch zwei Torpedos versenkt. Er hatte 11.500 t Benzin und Spiritus geladen und befand sich auf dem Weg von Curaçao über Halifax nach Shellhaven. Es gab 27 Tote und 33 Überlebende.
- 17. Januar 1942: Versenkung des norwegischen Tankers Nyholt (Lage) mit 8.087 BRT. Der Tanker wurde durch drei Torpedos und Artillerie versenkt (Berger brauchte acht Torpedos, um das Schiff zu versenken, drei Treffer und fünf Fehlschüsse). Er fuhr in Ballast und war auf dem Weg von Reykjavík nach New York. Es gab 20 Tote und 24 Überlebende.

### Zweite Unternehmung
Das Boot lief am 22. Februar 1942 um 13.30 Uhr von La Pallice aus und lief am 27. März 1942 um 14:30 Uhr in St. Nazaire ein. Auf dieser 34 Tage dauernden Unternehmung legte U 87 und 4.849,7 sm über und 332,6 sm unter Wasser zurück. Während dieser Unternehmung im Nordatlantik sowie westlich der Hebriden und der Färöer wurden keine Schiffe versenkt oder beschädigt.

### Dritte Unternehmung
Das Boot lief am 19. Mai 1942 um 19:12 Uhr von St. Nazaire aus und lief am 8. Juli 1942 um 6:08 Uhr wieder dort ein. Auf dieser 50 Tage dauernden Unternehmung legte das Boot 6.362 sm über und 671 sm unter Wasser zurück. Das Boot legte auf dieser Unternehmung sechs TMC-Minen vor Boston und patrouillierte im Westatlantik und vor der US-Ostküste. Dort versenkte Kommandant Berger zwei Schiffe mit 14.298 BRT.
- 16. Juni 1942: Versenkung des US-amerikanischen Dampfers Cherokee (Lage) mit 5.896 BRT. Der Dampfer wurde mit einem Torpedo versenkt. Er hatte 350 t Sandballast sowie 46 Passagiere an Bord und befand sich auf dem Weg von Halifax nach Boston. Das Schiff gehörte zum Konvoi XB-25. 66 Crewmitglieder und 20 Passagiere wurden getötet, 57 Crewmitglieder und 26 Passagiere wurden gerettet.
- 16. Juni 1942: Versenkung des britischen Dampfers Port Nicholson (Lage) mit 8.402 BRT. Der Dampfer wurde durch zwei Torpedos versenkt. Er hatte 1.600 t Autoteile sowie 4.000 t Militärgüter geladen und befand sich auf dem Weg von Avonmouth, Barry über Halifax nach New York und Panama nach Wellington. Das Schiff gehörte zum Konvoi XB-25. Es gab vier Tote und 83 Überlebende.

### Vierte Unternehmung
Das Boot lief am 31. August 1942 um 13.30 Uhr von St. Nazaire aus und lief am 20. November 1942 um 9:58 Uhr in Brest ein. Das Boot wurde am 26. September 1942 von U 460 mit 45 m³ Brennstoff und Proviant und am 4. November 1942 von U 462 mit 28 m³ Brennstoff und Proviant versorgt. Auf dieser 81 Tage dauernden und 11.511 sm über und 982 sm unter Wasser langen Unternehmung in den Nordatlantik, westlich von Lissabon, den Mittelatlantik und vor Freetown, wurde ein Schiff mit 7.392 BRT versenkt. U 87 gehörte zur U-Bootgruppe mit dem Tarnnamen „Iltis“.
- 11. Oktober 1942: Versenkung des britischen Dampfers Agapenor mit 7.392 BRT. Der Dampfer wurde durch drei Torpedos versenkt. Er hatte 6.500 t Stückgut sowie 750 t Kupfer geladen und befand sich auf dem Weg von Karatschi über Kapstadt und Freetown nach Großbritannien. Es gab sieben Tote und 88 Überlebende.

### Fünfte Unternehmung
Das Boot lief am 9. Januar 1943 um 15.00 Uhr von Brest aus und wurde am 4. März 1943 versenkt. Es wurde am 14. Februar 1943 von U 118 mit 30 m³ Brennstoff und Proviant und am 26. Februar 1943 von U 461 nochmals versorgt. Auf dieser 54 Tage dauernden Unternehmung wurden keine Schiffe versenkt oder beschädigt. U 87 gehörte zur Gruppe mit dem Tarnnamen „Delphin“.

## Verbleib
Das Boot wurde am 4. März 1943 im Atlantik westlich von Lexoes (Portugal) am Konvoi KMS-10 durch Wasserbomben des kanadischen Zerstörers HMCS St Croix und der kanadischen Korvette HMCS Shediac an Position 41° 36′ N, 13° 31′ W im Marine-Planquadrat CG 1543 versenkt. Es war ein Totalverlust mit 49 Toten.